# Landigou
Landigou település Franciaországban, Orne megyében. Lakosainak száma 432 fő (2022. január 1.). Landigou Durcet, Athis-Val de Rouvre, Bellou-en-Houlme, Échalou és La Selle-la-Forge községekkel határos.

## Népesség
A település népességének változása:
| Lakosok száma | 441  | 422  | 440  | 440  | 449  | 450  | 448  | 446  | 432  |
|               | 2013 | 2015 | 2016 | 2017 | 2018 | 2019 | 2020 | 2021 | 2022 |